# Far-Western-Blot
Ein Far-Western-Blot ist eine biochemische Methode zum Nachweis von Protein-Protein-Interaktionen.

## Prinzip
Eine Probe wird durch eine SDS-PAGE oder eine 2D-Gelelektrophorese getrennt und per Western Blot auf eine Membran übertragen. Der Blot wird nach einer Blockierung mit einem gereinigten Protein inkubiert. Für dieses Protein wird zum Nachweis ein spezifischer Antikörper für eine Immunfärbung benötigt, oder das Protein wurde zuvor mit einem Radionuklid, per Biotinylierung oder mit einem Fluorophor markiert. Durch den Nachweis des Proteins, welches an seine Interaktionspartner auf dem Blot gebunden hat, erhält man durch Vergleich mit dem Größenmarker die molaren Massen der Bindungspartner und per Massenspektrometrie oder per Edman-Abbau auch eine identifizierbare Teilsequenz.
Da aufgrund der Denaturierung bei der SDS-PAGE und der anschließenden, oftmals unvollständigen Renaturierung manche Proteinfaltungen nicht wiederhergestellt werden, eignet sich diese Methode für Denaturierungs-unempfindliche Interaktionen wie z. B. an linearen oder phosphorylierten Sequenzen. Alternativ kann zur Trennung der Proteine unter Erhalt der nativen Proteinstruktur eine native Gelelektrophorese durchgeführt werden, eine Größenbestimmung über den Größenmarker ist damit jedoch nicht möglich.